# Clistax
- Commons
- Wikispecies

Clistax Mart., segundo o Sistema APG II, é um gênero botânico da família Acanthaceae, natural do Brasil.

## Espécies
O gênero apresenta duas espécies:
- Clistax brasiliensis
- Clistax speciosus
- «Lista das espécies»

## Nome e referências
Clistax Mart., 1829

## Classificação do gênero
| Sistema | Classificação                       | Referência            |
| ------- | ----------------------------------- | --------------------- |
| APG II  | Ordem Lamiales, família Acanthaceae | APweb, versão 9, 2008 |